# Cristian Benavente
Cristian Benavente Bristol (Alcalá de Henares, 19 de mayo de 1994) es un futbolista hispanoperuano. Juega como mediocentro y su equipo actual es Sporting Cristal de la Liga 1 del Perú. Es internacional absoluto con la selección de fútbol de Perú.
Participó con la selección de fútbol de Perú en las categorías sub-17 y sub-20, y debutó con la selección absoluta en abril de 2013. Participó en la Copa América Centenario y en la clasificación de Conmebol para la Copa Mundial de Fútbol de 2018, aunque no disputó el mundial en si.

## Trayectoria

### Real Madrid Castilla C. F.
De padre español y madre peruana, llegó a las categorías inferiores del Real Madrid C. F. en el año 2002, siendo benjamín procedente del CD Santa Eugenia y fue ascendiendo por las distintas categorías hasta alcanzar el segundo filial del club, el Real Madrid C. F. C, en donde por sus destacadas actuaciones fue promocionado en el verano de 2012 al equipo filial que es el Real Madrid Castilla C. F., con el que realizó la pretemporada. Su versatilidad y polivalencia a la hora de jugar le sirvió para acudir junto con otros canteranos a varios entrenamientos con el primer equipo, dirigido en ese entonces por José Mourinho.
Para la temporada 2012-13, y debido a la competencia en el primer equipo filial, alternó más con el primer equipo juvenil. 
Para la temporada Temporada 2013-14, su progresión y buenas actuaciones en el equipo filial le valieron para ser inscrito en la lista de los jugadores del primer equipo del Real Madrid para jugar la UEFA Youth League 2013/14 junto con otros de sus compañeros del Castilla pero no llegó a jugar con el primer equipo.
Ya para la temporada 2014-15 no tuvo muchas oportunidades y sólo llegó a jugar algunos partidos alternando con el equipo C del cuadro Español, se especulaba que podía irse a Inglaterra o a Italia pero el Real Madrid se lo negó debido a que tenía un contrato vigente hasta mediados del presente año.

### Milton Keynes Dons
El 17 de julio de 2015, Benavente firmó como agente libre un contrato por 2 temporadas con el Milton Keynes Dons de la Segunda División de Inglaterra. Luego de toda una vida en el Real Madrid, Cristian Benavente dejó España en busca de mayor continuidad, pone punto final a 13 años en la cantera madridista. El español se marchó del "Madrid" sin poder debutar en el primer equipo, pese a haber entrenado con el primer equipo con José Mourinho y Carlo Ancelotti.
El 11 de agosto de 2015, Cristian Benavente debutó oficialmente con la camiseta del Milton Keynes Dons en la victoria 2-1 sobre el Leyton Orient F. C. y se metió a los treintaidosavos de final de la Capital One Cup. Fue un partido donde Cristian Benavente arrancó como titular y jugó hasta el minuto 76. — El 15 del mismo mes debuta en la Football League Championship en la derrota 1-0 de su equipo ante el Preston North End, hizo su ingreso a los 67 minutos por Samir Carruthers. — Por la tercera fecha de la Championship el 18 de agosto "El Chaval" fue titular y jugó hasta el minuto 56 donde fue remplazado por Daniel Powell, el MK Dons le ganó por 1-0 al Bolton Wanderers en el Stadium MK.  
El 8 de diciembre de 2015, Benavente volvió a jugar con el Milton Keynes Dons tras casi dos meses. Fue titular donde su equipo le ganó 4-1 al Maidenhead United por los cuartos de final de la Senior Cup torneo regional inglés. — El 5 de enero de 2016 Benavente rescindió contrato con el Milton Keynes de la Championship, ya que no logró la continuidad que se había propuesto y prefirió rescindir contrato de mutuo acuerdo. Así lo informó el club inglés a través de un comunicado en su página web. Apenas con 5 partidos jugados, el volante da por terminado su vínculo al no haberse adaptado al fútbol de Inglaterra.

### Royal Charleroi (primera etapa)
Tras una estadía corta e irregular en Inglaterra, rescinde contrato con el Milton Keynes Dons y ficha por dos años por el Royal Charleroi S. C. en busca de continuidad y una nueva convocatoria a la Selección Nacional del Perú.
El 16 de enero de 2016 hizo su debut oficial con la camiseta del Sporting Charleroi en el reinició de la Jupiler Pro League, el volante ingreso a los 63 minutos por el senegalés Amara Baby en el empate sin goles entre las ‘Cebras’ y el Sint-Truidense, por la jornada 22 del campeonato.
El 30 de enero de 2016, anotó su primer gol como jugador de primera división en el triunfo de 3-2 de su equipo ante KV Mechelen dándole la victoria a su equipo. La siguiente fecha, el 6 de febrero anotó su segundo gol y dio una asistencia.

### Pyramids F. C. (primera etapa)
Dejó el Sporting de Charleroi el 22 de enero de 2019 y fichó por 3 años y medio en el Pyramids F. C. de Egipto. Recibía un salario cercano a los 2 millones de euros netos por temporada. Cristian Benavente participó en 12 partidos en la Primera División de Egipto y marcó 3 goles.

### F. C. Nantes
Después de solo unos meses en Egipto, Benavente es cedido por una temporada con opción de compra al F. C. Nantes de la Ligue 1 el 10 de agosto de 2019.
Durante la temporada 2019-2020, Cristian solo participó en 13 partidos en todas las competiciones sin goles marcados.

### Royal Antwerp
El F. C. Nantes no ejerció la opción de compra, por lo que Benavente volvió al Pyramids F. C. El 2 de octubre de 2020 es cedido al Royal Antwerp de Amberes, marcando así su regreso a Bélgica. En la primera vuelta de la temporada jugaría 15 partidos con el Royal Antwerp con un balance de dos goles en partidos en la liga belga y Europa League. Lastimosamente, con el cambio de director técnico en el equipo, Benavente tendría menos oportunidades de jugar en el club y por ende, decide irse buscando más continuidad. 

### Royal Charleroi (segunda etapa)
El 1 de febrero de 2021, llega como cedido al Royal Charleroi S. C. de la liga belga, cedido por el Pyramids F. C. hasta el final de la temporada, equipo en el que ya jugó entre 2016 y 2019, periodo en el que disputó 102 partidos, marcó 29 goles y dio 10 asistencias. Sin embargo, en esta etapa a Benavente no le fue bien, jugando solo 5 partidos y lesionándose al mes de haber llegado, decepcionando a la hinchada y dirigentes que esperaban ver al peruano nuevamente haciendo una buena performance como hace años. Debido a tal razón, el cuadro belga esperó a que termine su préstamo el 30 de junio y no ejerció la opción de compra.

### Pyramids F. C. (segunda etapa)
Tras no haber sido comprado por el Charleroi belga, Benavente retornó a la liga egipcia. No obstante, el club árabe no tenía interés en el jugador y por ende, no lo inscribieron en el campeonato egipcio y el hispano-peruano solo entrenó con sus compañeros durante esos meses. A inicios de 2022, su contrato fue rescindido por mutuo acuerdo.  

### Alianza Lima
El 9 de febrero de 2022, ya como jugador libre, se convirtió en el nuevo fichaje del Alianza Lima, siendo esta su primera experiencia en el fútbol peruano. El «Chaval» fue contratado inicialmente durante una temporada, en la cual logró además, el primer campeonato de su carrera. El 22 de diciembre de 2022, el club confirmó la renovación de su contrato hasta diciembre del 2023.No obstante, durante el 2023 no pudo afianzarse en el equipo titular terminando su vínculo con el club victoriano el mismo año.

### Gloria Buzău
Después de su paso por Perú, decide fichar por el FC Gloria Buzău el 2 de Diciembre del año 2024.

### Sporting Cristal
El 8 de agosto de 2025 es anunciado como nuevo fichaje de Sporting Cristal.

## Selección nacional

### Categorías inferiores
Fue convocado por primera vez por Perú para jugar con la selección peruana sub-17 dirigida por el entonces director técnico Juan José Oré. Después de jugar una serie de partidos amistosos vistiendo la "bicolor" en la ciudad de Lima, participó con en el Torneo Sudamericano de Ecuador clasificatorio para el Mundial Sub-17 México 2011. En ella se enfrentó a la selección argentina, selección uruguaya, selección ecuatoriana y la selección boliviana en su grupo clasificatorio.
Jugó en la selección sub-20, en el que convirtió en uno de los referentes. La selección que disputó el Campeonato Sudamericano de Fútbol Sub-20 de 2013 que tuvo lugar en Argentina del 9 de enero al 3 de febrero de 2013. El torneo fue clasificatorio para el Mundial Sub-20 de 2013 de Turquía. Anotó el tercer gol de penal en el empate 3-3 con la Selección sub-20 de Uruguay. También anotó de la misma manera en el triunfo de Perú ante la Selección sub-20 de Venezuela. Hizo su debut oficial con la selección peruana.
Participaciones Categorías inferiores
| Torneo                      | Sede      | Resultado       | Partidos | Goles | Prom. |
| --------------------------- | --------- | --------------- | -------- | ----- | ----- |
| Sudamericano Sub-17 de 2011 | Ecuador   | Primera Fase    | 4        | 0     | 0     |
| Sudamericano Sub-20 de 2013 | Argentina | Hexagonal final | 8        | 2     | 0.25  |

### Selección mayor
El 17 de abril de 2013 fue su primer partido con la selección absoluta de Perú, debutando oficialmente con la selección peruana en un partido amistoso contra México. Ingresó en el segundo tiempo para redondear un buen empate a cero. Luego, el 17 de mayo de 2013, Sergio Markarián lo convoca para los encuentros de las Eliminatorias Brasil 2014 contra Ecuador en Lima y Colombia en Barranquilla pero no llegó a jugar. Fue nuevamente convocado para amistosos, llegando a marcar su primer gol en la victoria 2 a 1 sobre Panamá en un partido amistoso el 1 de junio de 2013. 
El 11 de octubre de 2013 debutó oficialmente en partido de Eliminatorias Brasil 2014 contra Argentina en Buenos Aires ingresando en el segundo tiempo y después jugó contra Bolivia en Lima empatando a 1. Tras la 'era' Markarián, Benavente es convocado a todos los 9 encuentros que se jugaron con el seleccionador Pablo Bengoechea. El jugador hispano-peruano solo tuvo participación en la derrota 2-0 con Suiza, en la apabullante victoria 3-0 sobre Panamá, en la victoria 1-0 frente a Guatemala y finalmente en la victoria 2-1 ante Paraguay donde resaltó.
Ante la llegada del nuevo entrenador de Perú Ricardo Gareca, fue convocado en marzo de 2015 en un amistoso ante Venezuela, donde ingresó en el segundo tiempo pero no fue convocado a la Copa América Chile 2015. El 'chaval' sería nuevamente llamado para la Copa América Centenario 2016 en Estados Unidos jugando el partido correspondiente a cuartos de final contra Colombia, donde fueron derrotados en la tanda de penales. Tras ello sería convocado para cuatro partidos del proceso eliminatorio rumbo a Rusia 2018, jugando contra Ecuador y Argentina, ambos en Lima. La selección consiguió el objetivo un año después aunque Benavente no fuera convocado ese año. Tras la clasificación al mundial, fue convocado nuevamente para los partidos ante Croacia e Islandia del 23 y 27 de marzo de 2018.

### Participaciones en Copas América
| Edición                 | País           | Partidos | Goles |
| ----------------------- | -------------- | -------- | ----- |
| Copa América Centenario | Estados Unidos | 1        | 0     |

### Participaciones eneliminatorias
| Torneo                           | Resultado         | Partidos | Goles |
| -------------------------------- | ----------------- | -------- | ----- |
| Eliminatorias Sudamericanas 2014 | 7º (No clasificó) | 2        | 0     |
| Eliminatorias Sudamericanas 2018 | 5º (Clasificado)  | 2        | 0     |

## Estadísticas

### Clubes
Actualizado al último partido jugado el 1 de noviembre de 2024.
| Real Madrid Castilla C. F. · España                                             | 2.            | 2013-14       | 8   | 0  | 0  | —  | — | — | —  | — | — | 8   | 0  | 0  | 0    |
| Real Madrid Castilla C. F. · España                                             | 2.            | 2014-15       | 25  | 3  | 1  | —  | — | — | —  | — | — | 25  | 3  | 1  | 0.12 |
| Real Madrid Castilla C. F. · España                                             | Total club    | Total club    | 33  | 3  | 1  | —  | — | — | —  | — | — | 33  | 3  | 1  | 0.09 |
| Milton Keynes Dons F. C. Inglaterra                                             | 3.            | 2015-16       | 2   | 0  | 0  | 3  | 0 | 0 | —  | — | — | 5   | 0  | 0  | 0    |
| Milton Keynes Dons F. C. Inglaterra                                             | Total club    | Total club    | 2   | 0  | 0  | 3  | 0 | 0 | —  | — | — | 5   | 0  | 0  | 0    |
| Royal Charleroi · Bélgica                                                       | 1.            | 2015-16       | 11  | 2  | 1  | —  | — | — | —  | — | — | 11  | 2  | 1  | 0.18 |
| Royal Charleroi · Bélgica                                                       | 1.            | 2016-17       | 25  | 4  | 1  | 3  | 2 | 1 | —  | — | — | 28  | 6  | 2  | 0.21 |
| Royal Charleroi · Bélgica                                                       | 1.            | 2017-18       | 36  | 9  | 4  | 3  | 2 | 0 | —  | — | — | 39  | 11 | 4  | 0.28 |
| Royal Charleroi · Bélgica                                                       | 1.            | 2018-19       | 22  | 9  | 3  | 2  | 1 | 0 | —  | — | — | 24  | 10 | 3  | 0.42 |
| Royal Charleroi · Bélgica                                                       | 1.            | 2020-21       | 3   | 0  | 0  | 2  | 0 | 0 | —  | — | — | 5   | 0  | 0  | 0    |
| Royal Charleroi · Bélgica                                                       | Total club    | Total club    | 97  | 24 | 9  | 10 | 5 | 1 | —  | — | — | 107 | 29 | 10 | 0.27 |
| Pyramids F. C. · Egipto                                                         | 1.            | 2018-19       | 12  | 3  | 4  | —  | — | — | —  | — | — | 12  | 3  | 4  | 0.25 |
| Pyramids F. C. · Egipto                                                         | Total club    | Total club    | 12  | 3  | 4  | —  | — | — | —  | — | — | 12  | 3  | 4  | 0.25 |
| F. C. Nantes Francia                                                            | 1.            | 2019-20       | 12  | 0  | 1  | 1  | 0 | 0 | —  | — | — | 13  | 0  | 1  | 0    |
| F. C. Nantes Francia                                                            | Total club    | Total club    | 12  | 0  | 1  | 1  | 0 | 0 | —  | — | — | 13  | 0  | 1  | 0    |
| Royal Antwerp · Bélgica                                                         | 1.            | 2020-21       | 9   | 2  | 0  | —  | — | — | 6  | 0 | 1 | 15  | 2  | 1  | 0.13 |
| Royal Antwerp · Bélgica                                                         | Total club    | Total club    | 9   | 2  | 0  | —  | — | — | 6  | 0 | 1 | 15  | 2  | 1  | 0.13 |
| Alianza Lima · Perú                                                             | 1.            | 2022          | 26  | 6  | 2  | —  | — | — | 4  | 0 | 0 | 30  | 6  | 2  | 0.2  |
| Alianza Lima · Perú                                                             | 1.            | 2023          | —   | —  | —  | —  | — | — | —  | — | — | —   | —  | —  | 0    |
| Alianza Lima · Perú                                                             | Total club    | Total club    | 26  | 6  | 2  | —  | — | — | 4  | 0 | 0 | 30  | 6  | 2  | 0.2  |
| Universidad César Vallejo · Perú                                                | 1.            | 2024          | 5   | 0  | 0  | —  | — | — | 3  | 0 | 0 | 8   | 0  | 0  | 0    |
| Universidad César Vallejo · Perú                                                | Total club    | Total club    | 5   | 0  | 0  | —  | — | — | 3  | 0 | 0 | 8   | 0  | 0  | 0    |
| Sport Boys · Perú                                                               | 1.            | 2024          | 8   | 0  | 1  | —  | — | — | -  | - | - | 8   | 0  | 1  | 0    |
| Sport Boys · Perú                                                               | Total club    | Total club    | 8   | 0  | 1  | —  | — | — | -  | - | - | 8   | 0  | 1  | 0    |
| Gloria Buzau · Rumania                                                          | 1.            | 2025          | 0   | 0  | 0  | —  | — | — | -  | - | - | 0   | 0  | 0  | 0    |
| Gloria Buzau · Rumania                                                          | Total club    | Total club    | 0   | 0  | 0  | —  | — | — | -  | - | - | 0   | 0  | 0  | 0    |
| Total carrera                                                                   | Total carrera | Total carrera | 204 | 38 | 18 | 14 | 5 | 1 | 13 | 0 | 1 | 231 | 43 | 20 | 0.19 |
| (1) Incluye datos de la Copa de la Liga . (2) Incluye datos de la Europa League |               |               |     |    |    |    |   |   |    |   |   |     |    |    |      |

## Palmarés

### Torneos nacionales
| Título                    | Club         | País | Año  |
| ------------------------- | ------------ | ---- | ---- |
| Primera División del Perú | Alianza Lima | Perú | 2022 |

### Torneos cortos
| Título          | Club         | País | Año  |
| --------------- | ------------ | ---- | ---- |
| Torneo Clausura | Alianza Lima | Perú | 2022 |
| Torneo Apertura | Alianza Lima | Perú | 2023 |

### Títulos internacionales
| Título            | Equipo *         | Sede   | Año  |
| ----------------- | ---------------- | ------ | ---- |
| Liga de Campeones | Real Madrid C.F. | Lisboa | 2014 |

### Distinciones individuales
| Premio | Año  |
| --- | ---- |
| Elegido el mejor jugador del mes de enero en el Sporting Charleroi                                                                      | 2016 |
| Elegido el Mejor jugador del partido Sporting Charleroi vs Bocholt por la Copa de Bélgica                                               | 2016 |
| Elegido el mejor jugador del mes de enero en el Sporting Charleroi                                                                      | 2017 |
| Incluido en el XI ideal de la jornada 10 (Ronda de Campeonato) Jupiler Pro League                                                       | 2017 |
| Elegido el mejor jugador del mes de octubre en el Sporting Charleroi                                                                    | 2017 |
| Incluido en el XI ideal de la fecha 14 de la Jupiler Pro League                                                                         | 2017 |
| Incluido en el XI ideal de la fecha 15 de la Jupiler Pro League                                                                         | 2017 |
| Elegido el mejor jugador del mes de noviembre en el Sporting Charleroi                                                                  | 2017 |
| Incluido en el XI ideal de la fecha 18 de la Jupiler Pro League                                                                         | 2017 |
| Mejor Gol de los peruanos en el extranjero por Fútbol en América                                                                        | 2017 |
| Elegido el mejor jugador del mes de febrero en el Sporting Charleroi                                                                    | 2018 |
| Incluido en el XI ideal de la etapa regular de la Jupiler Pro League por Unibet Belgium                                                 | 2018 |
| Elegido el Mejor jugador de la temporada 2017 - 2018 en el Sporting Charleroi                                                           | 2018 |
| Elegido el mejor jugador del mes de septiembre en el Sporting Charleroi                                                                 | 2018 |
| Elegido el Mejor jugador de su equipo en el partido Sporting Charleroi vs Club Brujas por la Jupiler Pro League según 'Les Sports Plus' | 2018 |
| Incluido en el XI ideal de la fecha 15 de la Jupiler Pro League                                                                         | 2018 |
| Incluido en el XI ideal de la fecha 16 de la Jupiler Pro League                                                                         | 2018 |
| Incluido en el XI ideal de sudamericanos en la Primera División de Bélgica                                                              | 2019 |